# Коваль, Никита
Никита Коваль (рум. Nichita Covali; 7 сентября 2002) — молдавский футболист, нападающий клуба «Зимбру».

## Биография

### Клубная карьера
Воспитанник клуба «Шериф», в котором и начал профессиональную карьеру. За основной состав команды дебютировал 27 октября 2022 года в гостевом матче группового этапа Лиги Европы УЕФА против «Манчестер Юнайтед» (0:3), в котором вышел на замену на 89-й минуте.

### Карьера в сборной
В составе сборной Молдавии до 17 лет принимал участие в отборочных турнирах к юношеским чемпионатам Европы 2018 и 2019.